# Matilde di Savoia
Matilde di Savoia (circa 1390 – Germersheim, 14 maggio 1438) fu contessa consorte elettrice palatina, dal 1417 al 1436.

## Origine
Matilde, secondo Samuel Guichenon, era figlia di Amedeo, signore del Piemonte e Principe di Acaia e della moglie, Caterina di Ginevra, che, secondo il De Allobrogibus libri novem, era figlia di Umberto I del Viennois, barone de la Tour-du-Pin e delfino del Viennois e conte di Albon e di Anna di Borgogna, delfina del Viennois e contessa di Albon, contessa di Grenoble, di Oisans, di Briançon,  di Embrun e di Gap.
Amedeo di Savoia-Acaia, secondo lo storico francese, Samuel Guichenon, nel suo Histoire généalogique de la royale maison de Savoie, era il figlio maschio primogenito di Tommaso III, Signore del Piemonte e Principe di Acaia, e della sua terza moglie, Margherita di Beaujeu (*1346 †1402), che, ancora secondo Samuel Guichenon, era figlia di Edoardo I, signore di Beaujeu, e di Maria di Til.

## Biografia
Nel 1402 rimase orfana del padre, Amedeo, che morì il 7 maggio e fu inumato nella chiesa di San Francesco, a Pinerolo, e dato che Amedeo aveva lasciato solo figlie femmine, gli succedette il fratello, Ludovico.
Matilde fu a fianco della madre, Caterina, nel processo che intentò con altri familiari per opporsi alla vendita della contea di Ginevra al cugino, Amedeo VIII, conte di Savoia, ma, dopo la morte della madre, Caterina, nel 1407, Matilde cedette i suoi diritti ad Amedeo VIII, che nel 1416 divenne il primo duca di Savoia.
Lo zio, Ludovico di Savoia-Acaia, gli combinò il matrimonio con l'elettore Palatino del Reno della casa di Wittelsbach, Ludovico III; il contratto di matrimonio, datato 30 novembre 1417, è riportato nelle Preuves de l'Histoire généalogique de la royale maison de Savoie, justifiée par titres.
Quello stesso giorno, nel castello di Pinerolo, fu celebrato il matrimonio tra Matilde e l'elettore Palatino del Reno della casa di Wittelsbach, Ludovico III, che come membro della Società del Parrocchetto, veniva anche citato come duca di Baviera, figlio dell'elettore Palatino del Reno della casa di Wittelsbach e re di Germania, Roberto del Palatinato, e di Elisabetta di Norimberga, principessa dell'Impero della dinastia degli Hohenzollern.
Ludovico era al suo secondo matrimonio, avendo sposato in prime nozze Bianca di Lancaster (1392 – 21 maggio 1409), figlia del re Enrico IV d'Inghilterra e di Maria di Bohun e dalla quale aveva avuto un figlio, Roberto (1406 - 1426).
Matilde rimase vedova nel 1436. Sopravvisse al marito circa due anni, morì a Germersheim il 14 maggio 1438 e fu inumata nella Chiesa di Santo Spirito (Heiliggeistkirche) di Heidelberg.

## Figli
Matilde a Ludovico III del Palatinato diede cinque figli:
- Matilde (1419-1482), nel 1436 sposò il conte Ludovico I di Württemberg-Urach e nel 1452 l'arciduca Alberto VI d'Asburgo
- Ludovico (1424-1449), che succedette al padre come Ludovico IV elettore Palatino del Reno
- Federico (1425-1476), che succedette al fratello, Ludovico come Federico I elettore Palatino del Reno
- Roberto (1427-1480), arcivescovo di Colonia
- Margherita (1428-1466), suora a Liebenau.

## Ascendenza
|                         |                          |                            | Genitori                |  |  | Nonni |  |  | Bisnonni                  |  |  | Trisnonni             |  |
|                         |                          |                            |                         |  |  |       |  |  | Filippo I di Savoia-Acaia |  |  | Tommaso III di Savoia |  |
|                         |                          |                            |                         |  |  |       |  |  | Filippo I di Savoia-Acaia |  |  | Tommaso III di Savoia |  |
|                         |                          | Guya di Borgogna           |                         |  |  |       |  |  | Filippo I di Savoia-Acaia |  |  |                       |  |
| Giacomo di Savoia-Acaia |                          |                            |                         |  |  |       |  |  | Filippo I di Savoia-Acaia |  |  |                       |  |
|                         |                          | Caterina de la Tour du Pin | Umberto I del Viennois  |  |  |       |  |  |                           |  |  |                       |  |
|                         |                          | Caterina de la Tour du Pin | Umberto I del Viennois  |  |  |       |  |  |                           |  |  |                       |  |
|                         |                          | Caterina de la Tour du Pin | Anna di Borgogna        |  |  |       |  |  |                           |  |  |                       |  |
| Amedeo di Savoia-Acaia  |                          | Caterina de la Tour du Pin |                         |  |  |       |  |  |                           |  |  |                       |  |
|                         |                          | Édouard de Beaujeu         | Guichard di Beaujeu     |  |  |       |  |  |                           |  |  |                       |  |
|                         |                          | Édouard de Beaujeu         | Guichard di Beaujeu     |  |  |       |  |  |                           |  |  |                       |  |
|                         |                          | Édouard de Beaujeu         | Maria di Chatillon      |  |  |       |  |  |                           |  |  |                       |  |
| Margherita di Beaujeu   |                          | Édouard de Beaujeu         |                         |  |  |       |  |  |                           |  |  |                       |  |
|                         |                          | …                          | …                       |  |  |       |  |  |                           |  |  |                       |  |
|                         |                          | …                          | …                       |  |  |       |  |  |                           |  |  |                       |  |
|                         |                          | …                          | …                       |  |  |       |  |  |                           |  |  |                       |  |
| Matilde di Savoia       |                          | …                          |                         |  |  |       |  |  |                           |  |  |                       |  |
|                         | Guglielmo III di Ginevra | Amedeo II di Ginevra       |                         |  |  |       |  |  |                           |  |  |                       |  |
|                         | Guglielmo III di Ginevra | Amedeo II di Ginevra       |                         |  |  |       |  |  |                           |  |  |                       |  |
|                         | Guglielmo III di Ginevra | Agnese di Chalon           |                         |  |  |       |  |  |                           |  |  |                       |  |
| Amedeo III di Ginevra   | Guglielmo III di Ginevra |                            |                         |  |  |       |  |  |                           |  |  |                       |  |
|                         |                          | Agnese di Savoia           | Amedeo V di Savoia      |  |  |       |  |  |                           |  |  |                       |  |
|                         |                          | Agnese di Savoia           | Amedeo V di Savoia      |  |  |       |  |  |                           |  |  |                       |  |
|                         |                          | Agnese di Savoia           | Sibilla de Baugé        |  |  |       |  |  |                           |  |  |                       |  |
| Caterina di Ginevra     |                          | Agnese di Savoia           |                         |  |  |       |  |  |                           |  |  |                       |  |
|                         |                          | Roberto III d'Alvernia     | Guglielmo VI d'Alvernia |  |  |       |  |  |                           |  |  |                       |  |
|                         |                          | Roberto III d'Alvernia     | Guglielmo VI d'Alvernia |  |  |       |  |  |                           |  |  |                       |  |
|                         |                          | Roberto III d'Alvernia     | Emma d'Altavilla        |  |  |       |  |  |                           |  |  |                       |  |
| Matilde d'Alvernia      |                          | Roberto III d'Alvernia     |                         |  |  |       |  |  |                           |  |  |                       |  |
|                         |                          | Beatrice di Montgascon     | …                       |  |  |       |  |  |                           |  |  |                       |  |
|                         |                          | Beatrice di Montgascon     | …                       |  |  |       |  |  |                           |  |  |                       |  |
|                         |                          | Beatrice di Montgascon     | …                       |  |  |       |  |  |                           |  |  |                       |  |
|                         |                          | Beatrice di Montgascon     |                         |  |  |       |  |  |                           |  |  |                       |  |

### Fonti primarie
- (LA)  De Allobrogibus libri novem.
- (LA)  Preuves de l'Histoire généalogique de la royale maison de Savoie, justifiée par titres, .par Guichenon, Samuel

### Letteratura storiografica
- (FR)  Histoire généalogique de la royale maison de Savoie, justifiée par titres, ..par Guichenon, Samuel
- (FR)  Preuves de l'Histoire généalogique de la royale maison de Savoie, justifiée par titres, .par Guichenon, Samuel